# Patty Andrews (Sängerin)
Patricia Marie "Patty" Andrews (* 16. Februar 1918 in Mound, Minnesota, Vereinigte Staaten; † 30. Januar 2013 in Northridge, Los Angeles, Kalifornien, Vereinigte Staaten) war eine US-amerikanische Sängerin und Schauspielerin. Besonders bekannt wurde sie durch ihre Arbeit in der Girlgroup The Andrews Sisters gemeinsam mit ihren beiden Schwestern.

## Leben und Karriere
Patty Andrews wurde 1918 als jüngste Schwester der Andrews Sisters geboren. Ihre Schwestern LaVerne Sofie Andrews und Maxene Andrews wurden 1911 und 1916 geboren. Durch ihre norwegische Mutter kamen die Schwestern früh mit Vokalmusik in Kontakt. Dabei stellte die Mutter eigene künstlerische Ambitionen zurück, um ihre Töchter zu fördern. 

### The Andrews Sisters
Als Patty Andrews sieben Jahre alt war, bildete sie gemeinsam mit ihren Schwestern die Musikgruppe The Andrews Sisters und gewann bereits im Alter von zwölf Jahren den ersten Preis bei einem Talentwettbewerb des örtlichen Orpheum Theatre in Minneapolis. Nachdem die Schwestern bekannt geworden waren, ließen sie sich in Kalifornien nieder, kehrten aber mindestens einmal jährlich nach Minneapolis zurück, um sich mit Familie und Freunden zu treffen. 
Insgesamt war die Gruppe von 1932 bis 1966 aktiv und hatte Hits wie Bei mir bist du schön, Rum and Coca-Cola oder Boogie Woogie Bugle Boy. Allerdings verließ Patty Andrews 195 die Gruppe, um eine Solokarriere zu starten. 1956 kam sie jedoch zurück, da der Erfolg ausgeblieben war. 1966 löste sich die Gruppe aufgrund der gesundheitlichen Probleme von LaVerne Andrews auf, die 1967 an Krebs starb. Insgesamt nahm die Gruppe über 700 Aufnahmen zusammen auf.

### Privatleben
Patty Andrews war zweimal verheiratet: Von 1947 bis 1950 war sie mit dem Filmproduzenten Martin Melcher verheiratet, ab 1951 bis 2010 war sie schließlich mit Melvin Walter Weschler verheiratet. Sie starb im Alter von 94 Jahren in Los Angeles im Bundesstaat Kalifornien in den Vereinigten Staaten.

## Filmografie (Auswahl)
- 1940: Argentine Nights
- 1941: Buck Privates
- 1941: In the Navy
- 1942: What's Cookin'
- 1942: Private Buckaroo
- 1942: Give Out, Sisters
- 1943: How's About It?
- 1943: Always a Bridesmaid
- 1943: Swingtime Johnny
- 1944: Follow the Boys
- 1944: Moonlight and Cactus
- 1945: Her Lucky Night
- 1948: Little Toot (Kurzfilm, Synchronisation)
- 1969: Here's Lucy (Fernsehserie, 1 Folge)
- 1970: The Phynx
- 1980: The Gong Show Movie